# La Ferrière-Bochard
La Ferrière-Bochard é uma comuna francesa na região administrativa da Normandia, no departamento Orne. Estende-se por uma área de 10,79 km². Em 2010 a comuna tinha 758 habitantes (densidade: 70,3 hab./km²).